# سيدنى رايلي
سيدني رايلي، يهودي روسي، عملَ لصالح بريطانيا ضد روسيا وهو من أشهر الجواسيس في مطلع القرن الماضي، أعتقل سنة 1925 وأعدمَ رمياَ بالرصاص في موسكو، يقول أنه كان جاسوس لاربع دول وكان يستخدم جاذبيته لأغراء زوجات السياسيين والعسكريين وضباط الأمن لاختطاف المعلومات منهم وهو من أشهر 10 جواسيس في العالم
وفي روايه أخرى تاريخ التجسس لم يصنع لغزا أكبر من سيدنى ريلى، فولادته وموته كلاهما من الأسرار، ولكن إنجازاته ليست مجالاً للشك أبدا.
يمتلك ريلى 11 جواز سفر و11 زوجة ويجيد 7 لغات لا يعرف أحد اسمه الحقيقى أو جنسيته الحقيقية، ولكن الاحتمال الأرجح أنه ولد في جنوب روسيا عام 1874، واسمه الحقيقى هو شيفوند غيورغيفيتش روزنبلو، وقد حصل على اسم ريلى من زوجته الأولى مارغريت ريلى توماس، ولكن اللغز الكامل لريلى لا يستطيع أحد كشفه سوى سجلات المخابرات الروسية التي كانت تطارده لإدانته بالتجسس لحساب إنجلترا وخاصة سر اختفائه المفاجئ.

## وصلات خارجية
- سيدنى رايلي على موقع الموسوعة البريطانية (الإنجليزية)
- سيدنى رايلي على موقع إن إن دي بي (الإنجليزية)